# مايكل جون بولارد
مايكل جون بولارد (بالإنجليزية: Michael J. Pollard) هو ممثل أمريكي، ولد في 30 مايو 1939 في الولايات المتحدة. بدأ مشواره المهني سنة 1957.

## أعمال

### أفلام
- (1966) الروس قادمون
- (1980) ملفن وهاورد
- (1989) تانغو وكاش[7]
- (1990) ديك تريسي[8][9][10]
- (1999) تمبلويدس

## ترشيحات
- جائزة الأوسكار لأفضل ممثل مساعد، عن عمل: بوني وكلايد (1967)

## وصلات خارجية
- مايكل جون بولارد على موقع IMDb (الإنجليزية)
- مايكل جون بولارد على موقع الموسوعة البريطانية (الإنجليزية)
- مايكل جون بولارد على موقع روتن توميتوز (الإنجليزية)
- مايكل جون بولارد على موقع ألو سيني (الفرنسية)
- مايكل جون بولارد على موقع تيرنر كلاسيك موفيز (الإنجليزية)
- مايكل جون بولارد على موقع أول موفي (الإنجليزية)
- مايكل جون بولارد على موقع قاعدة بيانات برودواي على الإنترنت (الإنجليزية)
- مايكل جون بولارد على موقع قاعدة بيانات الأفلام السويدية (السويدية)
- مايكل جون بولارد على موقع إن إن دي بي (الإنجليزية)
- مايكل جون بولارد على موقع ديسكوغز (الإنجليزية)